# Kevin Zaouali
Kevin Zaouali (Buenos Aires, 23 de agosto de 1992) es un director de cine y fotógrafo de vida silvestre argentino. 

## Biografía
Nació en la ciudad de Buenos Aires (Argentina) el 23 de agosto de 1992 y luego residió en Escocia, Omán, Bolivia y Francia. 
Completó su educación primaria en la Escuela Normal de Tilcara. Luego realizó estudios secundarios en el Colegio Los Lapachos de la ciudad de San Salvador de Jujuy.
Un año después comenzó su carrera en ciencias biológicas en la Universidad Nacional de la Patagonia San Juan Bosco. Allí cursó la carrera durante 4 años antes de viajar a Francia para seguir sus estudios de cine en la escuela internacional de cine Centre Factory.
Desde el año 2015 dirige Lyra Films, su propia casa de producción cinematográfica.
Es coordinador en la sección de cortometrajes internacionales del GreenFilmFest de Buenos Aires.

## Proyectos
- La Ballena Franca, 2018. Director y productor del cortometraje documental sobre al vida de las ballenas francas en Península Valdés.
- La Historia del Amor. Proyecto multiplataforma (Film, libro, blog,[2] videojuego) sobre la historia evolutiva del amor.
- Quebrada de Humahuaca, Naturaleza y Cultura. Fotógrafo principal del libro editado por Sandra Figoni Prado.[3]

## Filmografía
| Año  | Título                      | Acreditado como    | Casa productora | Notas        |
| ---- | --------------------------- | ------------------ | --------------- | ------------ |
| 2018 | La Ballena Franca           | Directo/Productor  | Lyra Films      | Cortometraje |
| 2018 | Zizou Sur Mars              | Director de Arte   | Centre Factory  | Cortometraje |
| 2016 | Patagonia, Espíritu Salvaje | Director/Productor | Lyra Films      | Micrometraje |
| 2015 | El Cóndor                   | Director/Prodcutor | Lyra Films      | Micrometraje |

## Premios y reconocimientos
- El 3 de marzo de 2019 su cortometraje la Ballena Franca fue reconocida por la Organización de las Naciones Unidas como el mejor cortometraje dentro de la temática de los océanos vivos.[4]
- Premio especial del jurado para La Ballena Franca en Jackson Wild 2019.[5]
- Festival de cine de Puerto Madryn MAFICI. Ganador con La Ballena Franca de la categoría de cortometrajes.[6]
- BIG PICTURE NATURAL WORD COMPETITION 2015 - Finalista en la categoría "Animales que Vuelan".[7]
- Premio San Salvador de Jujuy. Reconocimiento a la trayectoria en el ámbito cultural.

## Exhibiciones
- Muestra fotográfica sobre la fauna autóctona de Argentina en colaboración con el Ministerio de Ambiente de Argentina en el Aeropuerto Internacional Ezeiza y el Aeroparque Internacional Jorge Newbery. 2017 - 2020.
- Colores que Vuelan. Muestra colaborativa junto a Luis Calizaya, Baltazar Ramos, Américo Vilte y Mayra Vallejos sobre la fauna de la provincia de Jujuy, Argentina. Museo Terry, Tilcara. 2011.
- Aves de Tilcara. Primera muestra fotográfica sobre las aves del pueblo de Tilcara, Argentina. Museo Terry, Tilcara. 2011.

## Publicaciones Fotográficas en Libros
| Título                                                | Autores                                | País           | Casa editorial           | Año de publicación |
| ----------------------------------------------------- | -------------------------------------- | -------------- | ------------------------ | ------------------ |
| Canids of the World                                   | José R. Castelló                       | United Kingdom | Princeton Field Guides   | 2018               |
| Avistaje de Ballenas en Península Valdés              | Alejandro Carribero & Miriam Aguerrido | Argentina      | Las Anémonas             | 2015               |
| Quebrada de Humahuaca, Naturaleza y Cultura           | Sandra Figoni Prado                    | Argentina      | Tilcara Llajta           | 2011               |
| Guía de Identificación de Aves de Argentina y Uruguay | Tito Narozky & Darío Izurieta          | Argentina      | Vázquez Mazzini Editores | 2010               |